# La Dépêche tunisienne
La Dépêche tunisienne è stato un quotidiano tunisino in lingua francese fondato nel 1888.

## Storia
Il giornale fu fondato nel 1888, quando la Tunisia era un protettorato francese. Principale testata giornalistica durante l'epoca coloniale, era politicamente orientato a destra ed era finanziato dai grandi gruppi industriali della Francia metropolitana nonché dai piccoli imprenditori francesi insediatisi in territorio tunisino.